# Tom Stoltman
Tom Ryan Stoltman (Invergordon, 30 de mayo de 1994) es un atleta de fuerza británico. El 20 de junio de 2021, Tom ganó la competencia de El hombre más fuerte del mundo 2021, convirtiéndose en el primer hombre de Escocia en ganar este campeonato y el quinto británico en hacerlo. El 29 de mayo de 2022, Stoltman volvió a ganar el título al hombre más fuerte del mundo de 2022, convirtiéndose  el segundo británico que gana dos, 37 años después de Geoff Capes y el primero en ganar títulos consecutivos; también fue el hombre más fuerte de Gran Bretaña de 2021 y 2022.
Es hermano menor de Luke Stoltman, quien fue ganador de El hombre más fuerte de Europa 2021 y cinco veces ganador de El hombre más fuerte de Escocia. Tom obtuvo el quinto lugar en El hombre más fuerte del mundo 2019. En la edición de 2020 en Bradenton, Florida, Tom consiguió el segundo lugar.
El 5 de mayo de 2024 gana por tercera vez el título de hombre más fuerte del mundo de la WSM.

## Vida personal
Stoltman fue diagnosticado con autismo a la edad de cinco años. Está casado con Sinead desde 2015. Apoya a Rangers F.C.

## Palmarés internacional
| El Hombre Más Fuerte del Mundo | El Hombre Más Fuerte del Mundo | El Hombre Más Fuerte del Mundo | El Hombre Más Fuerte del Mundo |
| Año                            | Lugar                          | Medalla                        | Prueba                         |
| ------------------------------ | ------------------------------ | ------------------------------ | ------------------------------ |
| 2020                           | Bradenton (Estados Unidos)     | Medalla de plata               | Individual                     |
| 2021                           | Sacramento (Estados Unidos)    | Medalla de oro                 | Individual                     |
| 2022                           | Sacramento (Estados Unidos)    | Medalla de oro                 | Individual                     |
| 2023                           | Myrtle Beach (Estados Unidos)  | Medalla de plata               | Individual                     |
| 2024                           | Myrtle Beach (Estados Unidos)  | Medalla de oro                 | Individual                     |
| Arnold Strongman Classic       |                                |                                |                                |
| Año                            | Lugar                          | Medalla                        | Prueba                         |
| 2024                           | Columbus (Estados Unidos)      | Medalla de bronce              | Individual                     |
| Rogue Invitational             |                                |                                |                                |
| Año                            | Lugar                          | Medalla                        | Prueba                         |
| 2021                           | Round Rock (Estados Unidos)    | Medalla de plata               | Individual                     |
| 2023                           | Round Rock (Estados Unidos)    | Medalla de plata               | Individual                     |
| 2024                           | Aberdeen (Reino Unido)         | Medalla de plata               | Individual                     |

## Récords personales
En gimnasio:
- Peso muerto – 420 kg (925,9 lb) × 2[7]
- Prensa de tronco – 215 kg (474 lb)
- Sentadilla – 345 kg (760,6 lb) kg (761[8])
- Peso muerto con barra axle – 400 kg (881,8 lb)
- Piedras de Átlas – 286 kg (631 lb) (Récord mundial)[9]

En Powerlifting:
- Sentadilla – 325 kg (716,5 lb) [10]
- Prensa de banco – 220 kg (485 lb) [10]
- Peso muerto – 360 kg (793,7 lb) kg[10]
- Total – 905 kg (1995,2 lb)  [10]

Hecho en Strongman:
- Peso muerto (Con correas y traje) – 430 kg (948 lb)
- Peso muerto de 18 pulgadas – 478 kg (1053,8 lb)  [11]
- Prensa Axle – 190 kg (418,9 lb) [12]
- Lanzamiento de barril – 7.50 m (24.6 pies)